# Hits With Tits
Hits With Tits es un colectivo fundado por la disc-jockey, ilustradora y diseñadora gráfica Ada Diez y por la disc-jockey y promotora musical Lu Sanz en octubre de 2013. Sus proyectos tratan de dar visibilidad a las mujeres dentro del mundo de la música, del cómic y de la ilustración.

## Proyectos

#### Hits With Tits (Proyecto Sonográfico)
Han editado cuatro recopilatorios homónimos en formato vinilo donde aparecen canciones de conjuntos musicales formados por mujeres de la escena musical underground nacional e internacional. Parten de una posición crítica sobre la situación de las mujeres en la escena musical, reapropiándose de la simbología sexista tanto en el nombre del propio colectivo como en las portadas de sus discos. Con estos recopilatorios tratan de dar visibilidad a los grupos y artistas que los componen. En ellos aparecen artistas como Las Carmonas, LAS EX o Las Piñas, entre otras. La financiación de todos las ediciones de recopilatorios se ha llevado a cabo a través de crowdfunding.

#### Truenorayo Fest
El colectivo también ha creado el festival de música Truenorayo Fest, que se organiza anualmente desde 2014. En él se reúnen ilustradores y artistas musicales nacionales e internacionales y se promocionan sellos discográficos independientes. Cuenta con talleres, debates y charlas sobre la actualidad musical y sobre la cultura underground para toda clase de públicos. Para ello cuentan con diversos colectivos y personalidades del mundo de la cultura, resaltando la presencia de mujeres en estos talleres para reivindicar su rol activo dentro del ámbito musical, de la ilustración y de la cultura en general. Todos los proyectos del colectivo se enmarcan en una filosofía Do it yourself.

## Álbumes recopilatorios

#### Hits With Tits Vol.1
| N.º | Título                             | Artista                         | Duración |
| --- | ---------------------------------- | ------------------------------- | -------- |
| 1.  | Héroe de sangre                    | Terrier                         | 2:51     |
| 2.  | Becaria Legendaria                 | Dúo Divergente                  | 2:54     |
| 3.  | Egipto                             | Joyaz                           | 4:50     |
| 4.  | Cause I Don't Know                 | Carmonas                        | 1:34     |
| 5   | Democracia                         | Sangre                          | 3:10     |
| 6.  | Pause                              | MerylStreep                     | 2:48     |
| 7.  | Wet Chicken                        | Chiquita y Chatarra             | 1:33     |
| 8.  | En lo Alto                         | HardCute Ukelele                | 1:58     |
| 9.  | Spain Attacks                      | The Anna Thompsons              | 2:11     |
| 10. | Cames Calves                       | Pentina't Lula                  | 1:56     |
| 11. | Como Una Cuba                      | Supergrupo 2                    | 2:44     |
| 12. | Phoebe's Room                      | Brigitte Laverne                | 3:54     |
| 13. | Night Of The Living Dead           | Agoraphobia                     | 2:42     |
| 14. | Panty Pantera                      | Panty Pantera                   | 2:21     |
| 15. | Al Borde del Toc                   | Las Desnortadas vs Raul Querido | 3:42     |
| 16. | Vegetal Tropical                   | No Fucks                        | 3:12     |
| 17. | Toco el Ukelele Porque Soy Moderna | Wendy GlasSex                   | 2:11     |

#### Hits With Tits Vol.2
| N.º | Título                           | Artista                           | Duración |
| --- | -------------------------------- | --------------------------------- | -------- |
| 1.  | Braço de Ferro                   | Pega Monstro                      | 3:14     |
| 2.  | Los Inocentes                    | SummerIsle                        | 1:57     |
| 3.  | Cárcel de Mujeres                | Las Cruces                        | 1:27     |
| 4.  | Lina                             | Paisana                           | 2:39     |
| 5   | Pow Wow                          | Bombón                            | 3:00     |
| 6.  | Rocket                           | Ghost Car                         | 4:12     |
| 7.  | Pánico (Voy a Hacer Que Sientas) | Sección Femenina                  | 1:04     |
| 8.  | Martillo Criminal                | Violeta Vil                       | 3:36     |
| 9.  | Socializar                       | Perpetuo Socorro                  | 1:35     |
| 10. | Bang Bang                        | PL Girls                          | 2:09     |
| 11. | Walnuts                          | Gurr                              | 1:56     |
| 12. | Desnudos en el Bosque            | Sol Marianela                     | 3:06     |
| 13. | Sommer in Russland               | Die Katapult                      | 3:21     |
| 14. | Desaparece                       | Los Chicos Problema               | 3:09     |
| 15. | Stupid Pet                       | Malvan Roses                      | 2:57     |
| 16. | Genio                            | Muerte Mortal                     | 2:52     |
| 17. | Tiempo Perdido                   | Calvario                          | 2:12     |
| 18. | Crucero (Radio Edit)             | Elsa de Alfonso y Los Prestigio - | 4:54     |

#### Hits With Tits Vol.3
| N.º | Título                | Artista                  | Duración |
| --- | --------------------- | ------------------------ | -------- |
| 1.  | Take Me Back          | Kelly Kapøwsky           | 03:39    |
| 2.  | Awake                 | Abjects                  | 02:37    |
| 3.  | Insaciable            | Raw Paw                  | 01:57    |
| 4.  | Charcos En El Suelo   | Burofax                  | 02:54    |
| 5.  | Capitalisme           | Meconio                  | 02:11    |
| 6.  | Un Petó               | Yumi Yumi Hip Hop        | 01:34    |
| 7.  | Quiero Verte Caer     | Árida                    | 02:04    |
| 8.  | Ya Nadie Se Rie De MI | Apartamentos Acapulco    | 02:58    |
| 9.  | Raindrops             | Panorama Dreams          | 03:27    |
| 10. | Crucero Caribe        | Las Piñas                | 02:21    |
| 11. | Nocturna              | Wanda y la mujer pantera | 02:02    |
| 12. | Neptuno               | Aloha Bennets            | 02:22    |
| 13. | Outrageous            | Nunofyrbeeswax           | 02:35    |
| 14. | Bastard               | Veins N Bones            | 02:51    |
| 15. | Tú Y Tururu           | No Hay Dolor             | 01:32    |
| 16. | Te lo Inventas Todo   | Las Venas                | 01:13    |
| 17. | Whiss                 | DR/\MA                   | 02:16    |
| 18. | Lobo                  | Las Fallas               | 02:38    |
| 19. | Roma                  | Salfumán                 | 03:53    |

#### Hits With Tits Vol.4
| N.º | Título                    | Artista              | Duración |
| --- | ------------------------- | -------------------- | -------- |
| 1.  | Perros                    | LAS EX               | 02:46    |
| 2.  | Crits                     | Les Cruet            | 02:30    |
| 3.  | San Xoán                  | Prime Junk           | 03:01    |
| 4.  | You Talk Too Much         | Norwayy              | 03:14    |
| 5.  | The Lonely Beat           | Okin Osan            | 01:56    |
| 6.  | La Cuerda                 | Primer Premio        | 01:56    |
| 7.  | Quisiera Ser Popular      | Niveas               | 01:17    |
| 8.  | Star 89                   | Subterráneos         | 02:50    |
| 9.  | Crudo                     | Amparito             | 01:57    |
| 10. | Krieg                     | FØTZEN POWER GERMANY | 02:10    |
| 11. | Wine                      | Dane Joe             | 03:43    |
| 12. | Papad@ (Spam o Confesión) | Cabiria              | 03:21    |
| 13. | Lo Menos                  | Jimena Domínguez     | 04:07    |
| 14. | No Malinterpretes         | Bengalas             | 02:59    |
| 15. | Para No Volver            | Lansbury             | 02:30    |
| 16. | Canción de Buenos Días    | Clara te canta       | 00:32    |